# Óscar Córdoba
Óscar Eduardo Córdoba Arce (født 3. februar 1970 i Cali, Colombia) er en tidligere colombiansk fodboldspiller (målmand).
Córdobas karriere strakte sig over hele 22 år, og blev tilbragt i ti forskellige klubber. Han spillede blandt andet for begge de to store klubber i hans hjemby, Deportivo Cali og América de Cali, Boca Juniors i Argentina samt tyrkiske Besiktas. Hos både América, Boca og Besiktas var han med til at vinde mesterskaber i de respektive lande. Med Boca blev det desuden til to triumfer i Copa Libertadores.
Córdoba spillede desuden, mellem 1993 og 2006, 73 kampe for det colombianske landshold. Hans første landskamp for colombianerne var en venskabskamp mod Costa Rica 31. marts 1993, mens hans sidste opgør i landsholdstrøjen var en kamp mod Tyskland 2. juni 2006.
Han repræsenterede sit land ved både VM i 1994 i USA og VM i 1998 i Frankrig. I 1994 spillede han alle colombianernes tre kampe, mens han i 1998 var reservemålmand og ikke kom på banen.
Córdoba var også en del af det colombianske hold, der i 2001 på hjemmebane for første gang nogensinde vandt guld ved Copa América. Her spillede han fem af colombianernes seks kampe, og lukkede ikke et eneste mål ind undervejs. I forlængelse af denne triumf kvalificerede holdet sig også til Confederations Cup 2003, hvor holdet med Córdoba på mål sluttede som nr 4.

## Titler
Categoria Primera A
- 1997 med América de Cali

Primera División de Argentina
- 1999 og 2001 med Boca Juniors

Süper Lig
- 2003 med Besiktas

Copa Libertadores
- 2000 og 2001 med Boca Juniors

Intercontinental Cup
- 2000 med Boca Juniors

Copa América
- 2001 med Colombia